# Bülsberg
Bülsberg ist ein Ortsteil der Gemeinde Odenthal in Oberodenthal im Rheinisch-Bergischen Kreis. Er liegt auf der Höhe des Bülsbergs südöstlich von Altenberg. Etwa 200 m weiter nordwestlich hat einst die Burg Berge gestanden.

## Geschichte
Bülsberg, ursprünglich Bullisberg (von „bol, bult“ – „der Hügel“) gehörte im Mittelalter zur bergischen Honschaft Breidbach. Bülsberg wird in einer Urkunde vom 30. Januar 1237, mit der die Güter aufgezählt werden, die der Abtei Altenberg gehörten, als Hof Bulgers Bergh erwähnt. Das gesamte Gebiet um den Bülsberg herum war bereits 1157 ein Altenberger Klostergut. Aus dem Einnahmeregister für die Jahre 1499–1502 geht hervor, dass das Gut Bülsberg Fuhrdienste für die Abtei zu leisten hatte.
Während des Spanischen Erbfolgekriegs hatten auch die Odenthaler ihre Beiträge zur Landesverteidigung zu leisten. In diesem Zusammenhang wird unter anderem ein Johann zu Bülsberg aufgelistet. Er hatte 12 Faschinen und 36 Pfähle zu stellen. 1828 hatte Bülsberg 16 Einwohner.
Aus der Charte des Herzogthums Berg 1789 von Carl Friedrich von Wiebeking geht hervor, dass Bülsberg zu dieser Zeit Teil von Oberodenthal in der Herrschaft Odenthal war.
Unter der französischen Verwaltung zwischen 1806 und 1813 wurde die Herrschaft aufgelöst und Bülsberg wurde politisch der Mairie Odenthal im Kanton Bensberg zugeordnet. 1816 wandelten die Preußen die Mairie zur Bürgermeisterei Odenthal im Kreis Mülheim am Rhein. 
Der Ort ist auf der Topographischen Aufnahme der Rheinlande von 1824 und auf der Preußischen Uraufnahme von 1840 als Bülzberg verzeichnet. Ab der Preußischen Neuaufnahme von 1892 ist er auf Messtischblättern regelmäßig als Bülsberg verzeichnet. 
| Jahr | Einwohner | Wohn- gebäude | Kategorie  | Bemerkung      |
| ---- | --------- | ------------- | ---------- | -------------- |
| 1822 | 14        |               | Hof        | gen. Buelsberg |
| 1830 | 16        |               | Hof        |                |
| 1845 | 75        | 7             | Ackergüter |                |
| 1871 | 87        | 20            | Hofstelle  |                |
| 1885 | 44        | 11            | Wohnplatz  |                |
| 1895 | 28        | 8             | Wohnplatz  |                |
| 1905 | 25        | 7             | Wohnplatz  |                |